# Sizaire Frères

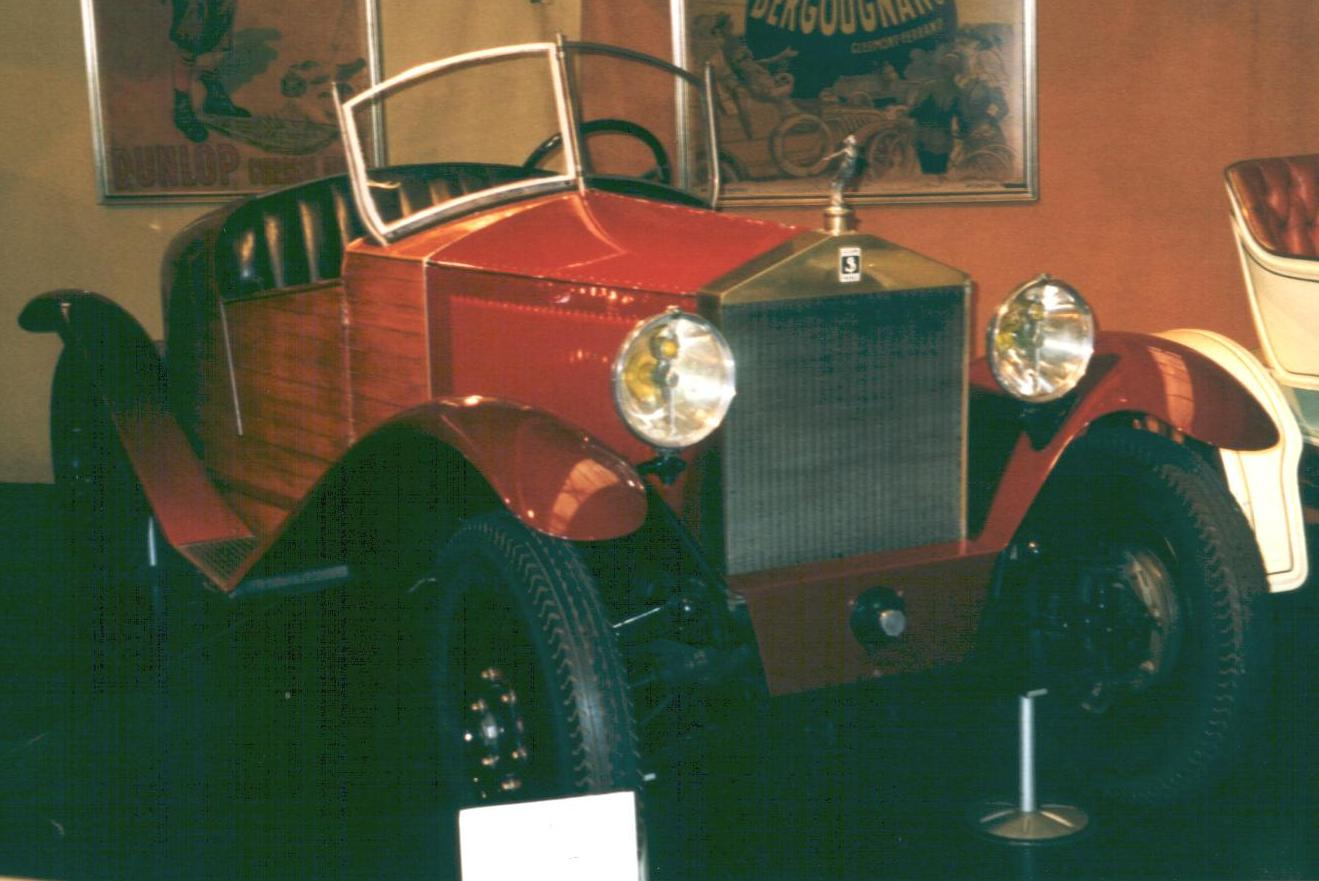
Sizaire Frères von 1926

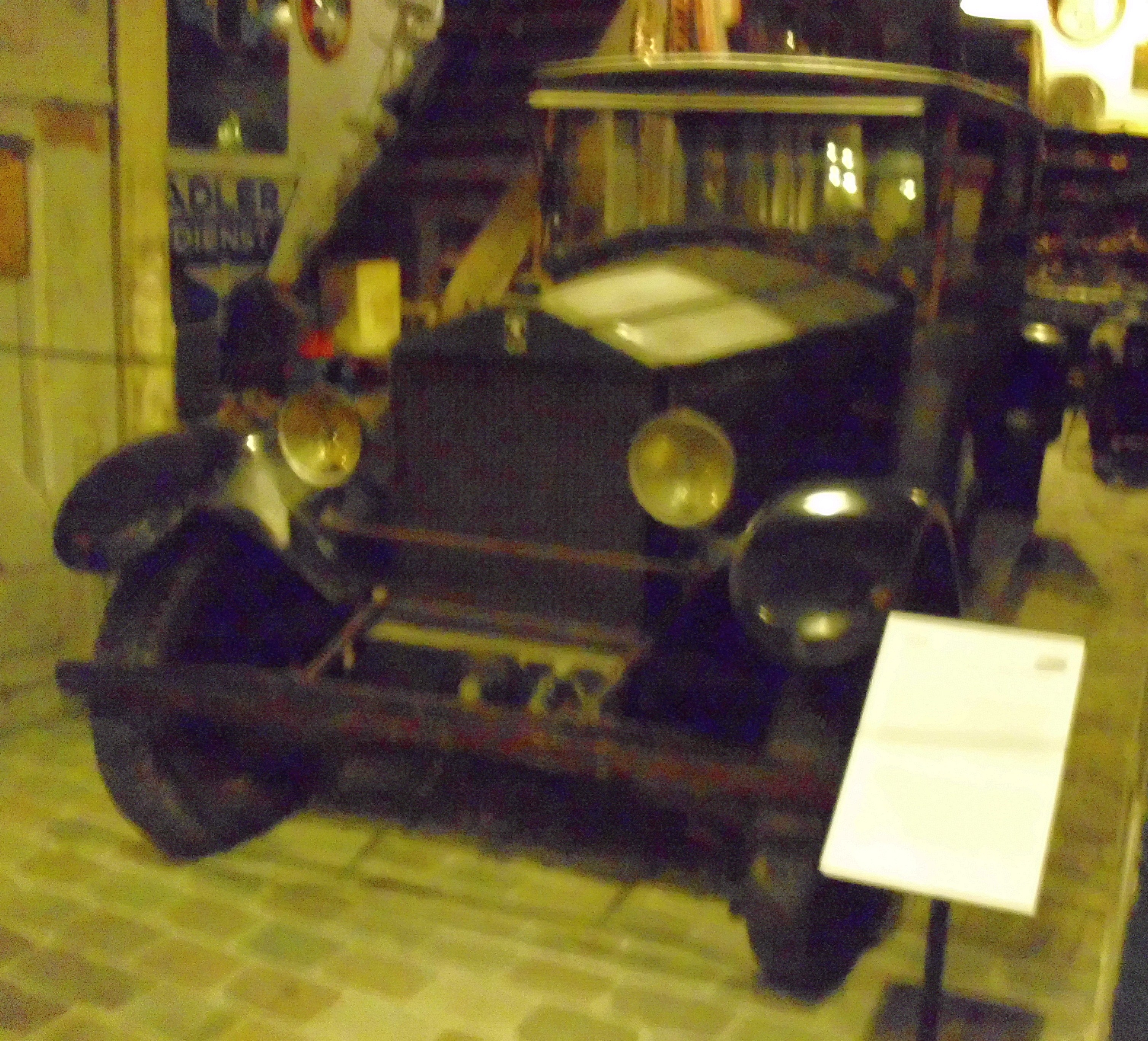
Sizaire Freres 4 RI von 1924

Sizaire Frères war ein französischer Hersteller von Automobilen.

## Unternehmensgeschichte
Die Brüder Maurice und Georges Sizaire, die Sizaire-Naudin leiteten und auch an Sizaire-Berwick beteiligt waren, gründeten 1920 in Courbevoie Automobiles Sizaire Frères. 1923 begann die Automobilproduktion. Der Markenname lautete Sizaire Frères. Auch Paul Dupuy war an dem Unternehmen beteiligt. Als Dupuy 1927 starb, erfolgte die Umbenennung in Société Nouvelle des Autos Sizaire und der Umzug nach Levallois-Perret. Im Juli 1928 wurde das Unternehmen in SA de Gèrance des Automobiles Sizaire umbenannt. 1929 endete die Produktion. Alleine vom ersten Modell entstanden etwa 1150 Fahrzeuge. Georges Sizaire leitete daraufhin das Zweigwerk Belga Rise in Belgien.

## Fahrzeuge
Im Angebot stand zunächst nur das Modell 4 RI, auch 11 CV genannt. Für den Antrieb sorgte ein Vierzylindermotor mit OHC-Ventilsteuerung mit 50 PS aus 1993 cm³ Hubraum. Der 4 RI war eines der ersten Fahrzeuge mit Einzelradaufhängung an Vorder- und Hinterachse jeweils als Doppelquerlenkerachse ausgeführt. Die untere Querblattfeder der Hinterachse war mit einem diagonalen Federblatt bereits zu einem Dreieckslenker verbunden. Von diesem Modell entstanden bis 1927 etwa 900 Fahrzeuge.
Für das Modelljahr 1928 folgte das Modell Six mit einem ventillosen Sechszylinder-Schiebermotor von Willys-Overland mit 2910 cm³ Hubraum. Hiervon entstanden etwa 150 Fahrzeuge.
Das letzte Modell erhielt den Motor aus dem Hotchkiss AM 2 von Hotchkiss mit 2413 cm³ Hubraum. Hier betrug die Stückzahl etwa 100 Exemplare.
Ein Fahrzeug dieser Marke ist in der Louwman Collection im niederländischen Den Haag ausgestellt.